# Eucnide
Eucnide ist eine Pflanzengattung in der Familie der Blumennesselgewächse (Loasaceae). Die etwa 14 Arten sind von den USA über Mexiko bis Guatemala verbreitet.

## Beschreibung

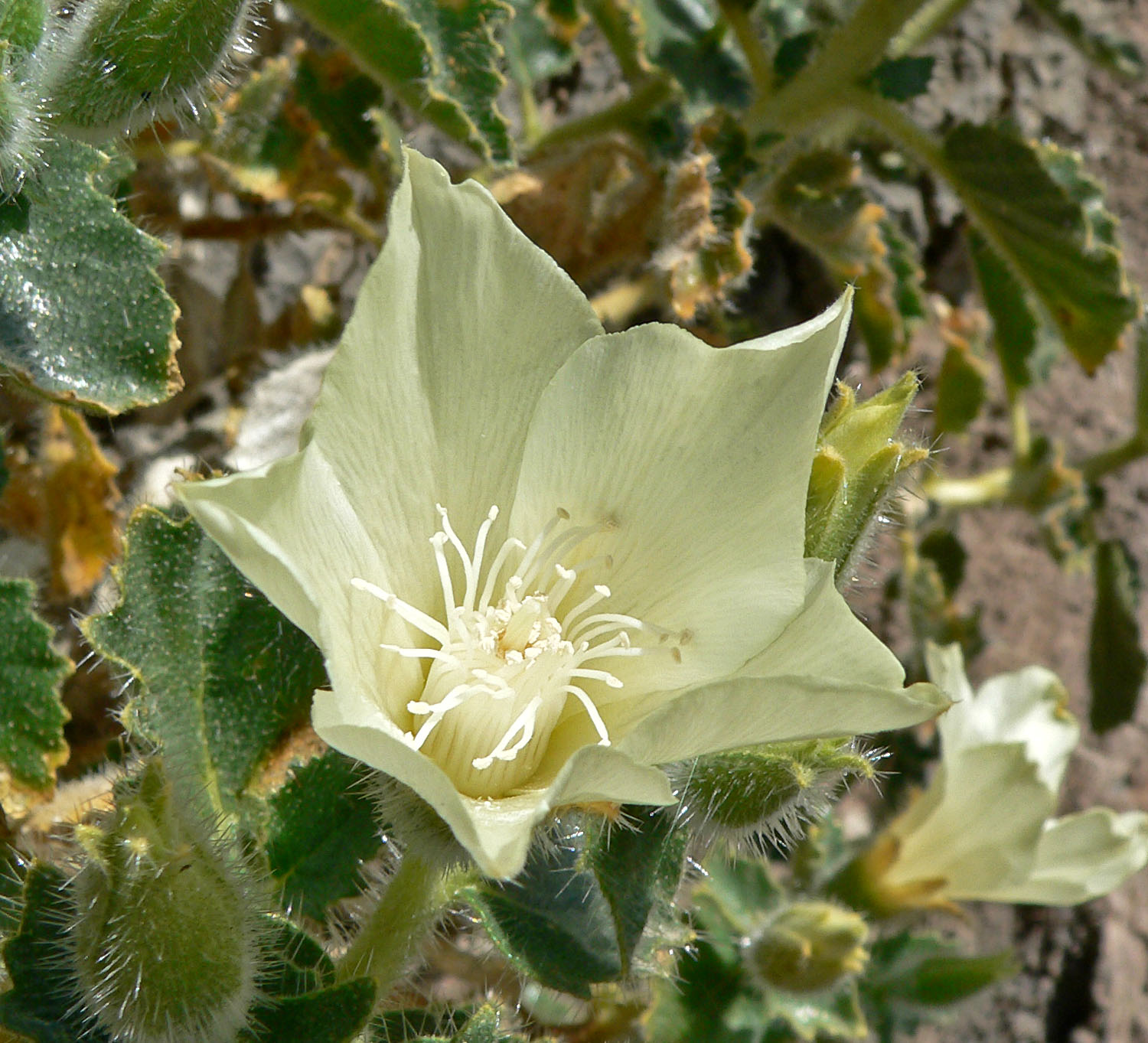
Blüte von Eucnide urens

### Vegetative Merkmale
Eucnide-Arten handelt es sich um einjährige oder ausdauernde krautige Pflanzen. Die oberirdischen Pflanzenteile sind mit Nesselhaaren besetzt.
Die meist wechselständig angeordneten Laubblätter sind in Blattstiel und Blattspreite gegliedert. Die Blattspreiten sind breit-eiförmig bis annähernd kreisrund, am Rand schwach gelappt und tief gesägt bis zugespitzt.

### Generative Merkmale
Die Blütenstände sind ein einfaches Dichasium oder endständig und thyrsenähnlich, gelegentlich mit langem, abschließendem Monochasium. Vor jeder Einzelblüte stehen zwei brakteose oder frondose Vorblätter.
Die zwittrigen Blüten sind radiärsymmetrisch und fünfzählig mit doppelter Blütenhülle. Die fünf freien, grünen Kelchblätter sind lanzettlich, bandförmig oder schmal-eiförmig, und kürzer als die Kronblätter. Die fünf gelbweißen, gelben oder orangefarbenen, bis zur Hälfte ihrer Länge verwachsenen Kronblätter sind schmal-eiförmig bis eiförmig. Die 15 bis über 150 Staubblätter stehen über den Kronblättern und sind von gleicher Form und Größe. Die Staubfäden sind bis zum Ansatz hin unverwachsen, Staminodien fehlen. Der Fruchtknoten ist unterständig. Die Narbe ist drei- bis fünffach gelappt.
Der Fruchtstiel ist gelegentlich zur Reifezeit stark verlängert. Die gestielten Kapselfrüchte sind zylindrisch bis kegelförmig. Die Kapselfrucht öffnet sich anhand von drei bis fünf Klappen am oberen Ende der Frucht. Die Samen sind eiförmig. 
Die Chromosomenzahl beträgt 2n = 42.

## Systematik und Verbreitung

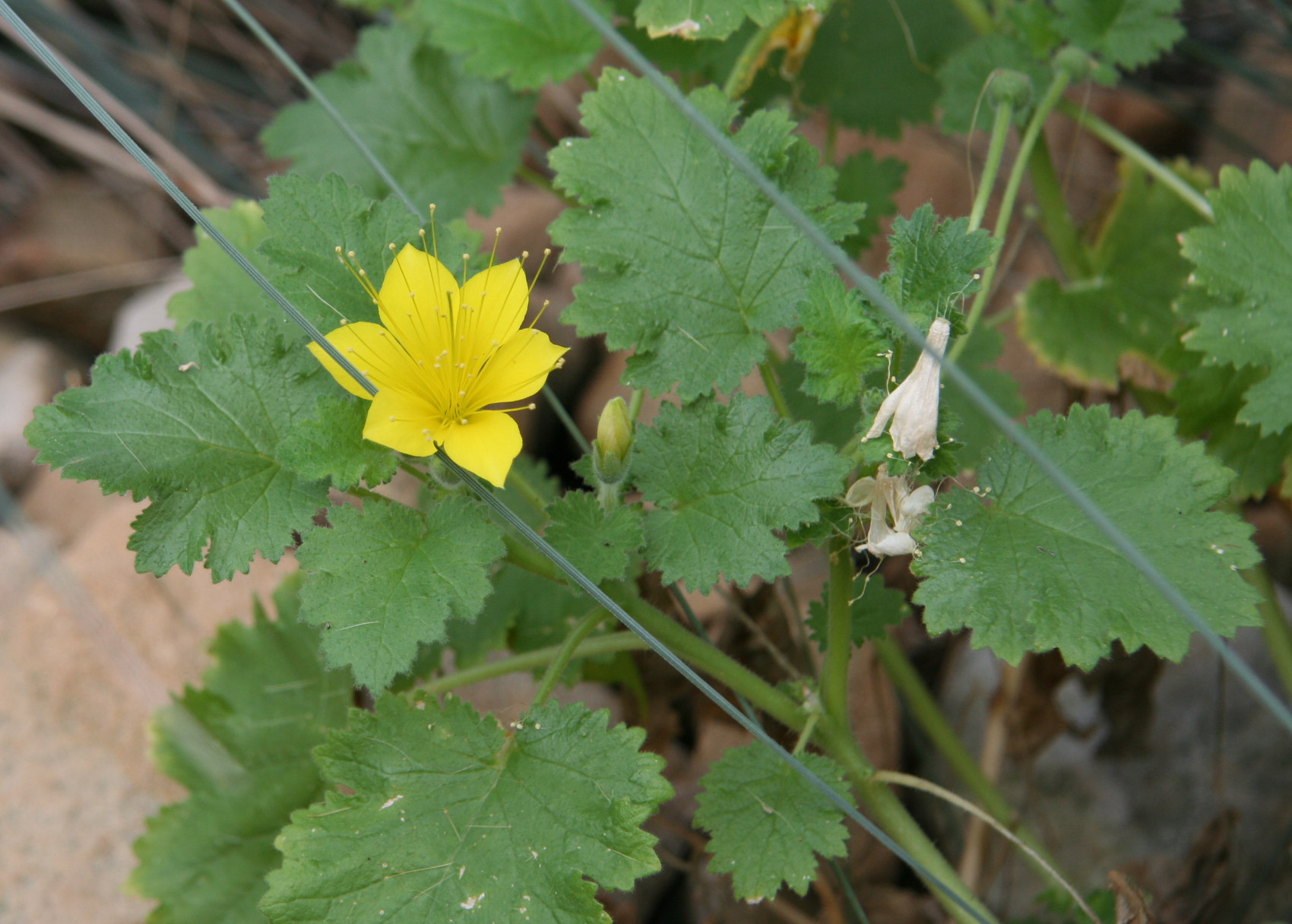
Eucnide bartonioides

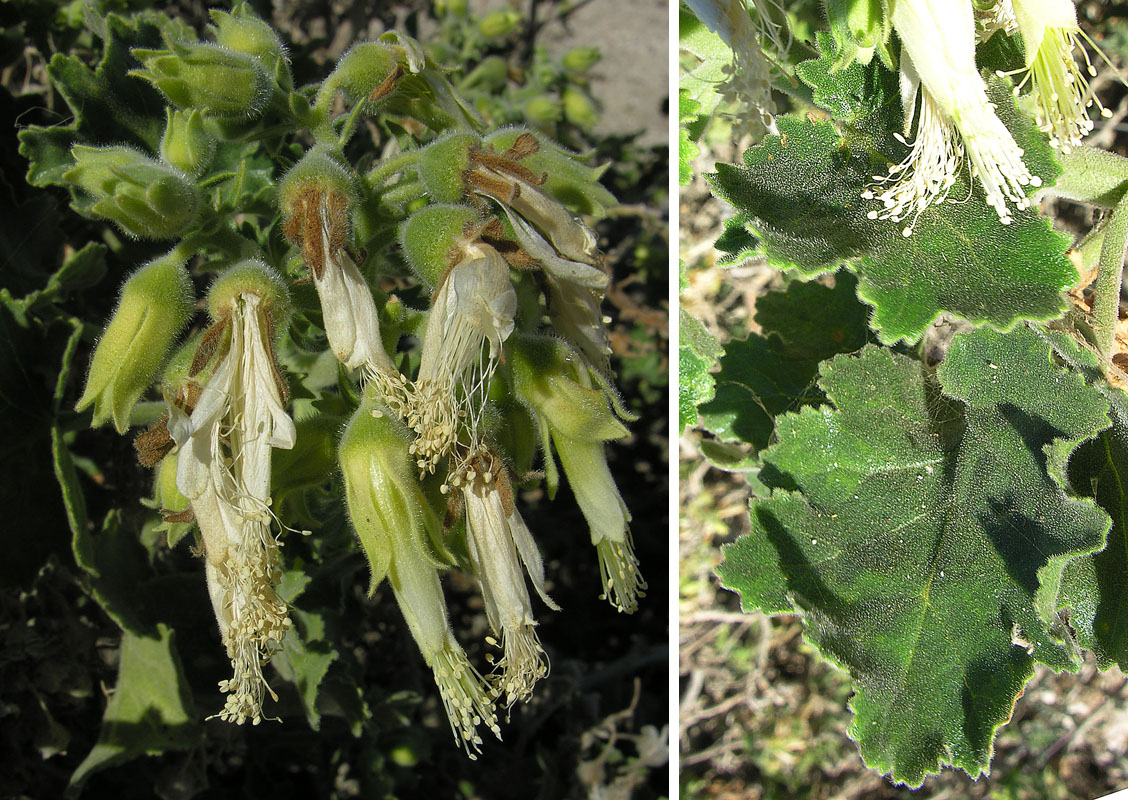
Eucnide cordata

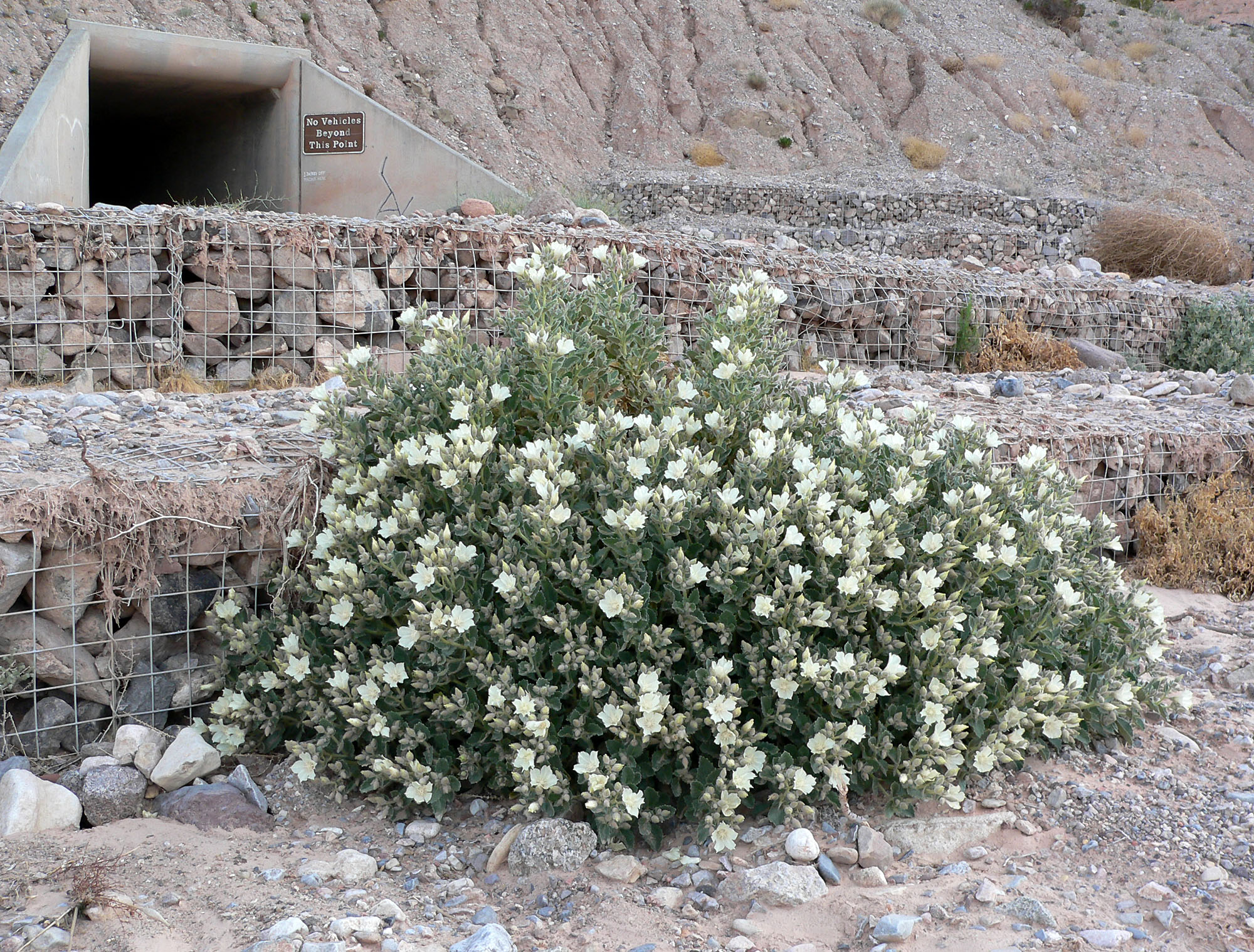
Eucnide urens

Die Gattung Eucnide wurde 1844 durch Joseph Gerhard Zuccarini in Index Seminum (München). aufgestellt. Ein Synonym für Eucnide Zucc. ist Sympetaleia A.Gray.
Die Gattung Eucnide in die Unterfamilie Mentzelioideae innerhalb der Familie Loasaceae.
Die Gattung Eucnide ist von den südwestlichen sowie südlich-zentralen USA bis Guatemala verbreitet. Ihr Mannigfaltigkeitszentrum liegt in Mexiko.
Zur Gattung Eucnide zählen etwa 14 Arten:
- Eucnide aurea (A.Gray) H.J.Thomps. & W.R.Ernst: Dieser Endemit kommt nur im mexikanischen Baja California und angrenzenden Inseln vor.[2]
- Eucnide bartonioides Zucc.: Sie kommt in zwei Varietäten in Texas und im nördlichen Mexiko vor.[1]
- Eucnide chiapasana B.L.Turner: Sie kommt nur in den mexikanischen Bundesstaaten Oaxaca sowie Chiapas vor.
- Eucnide cordata Kellogg ex Curran: Sie kommt in Mexiko vor.
- Eucnide durangensis H.J.Thomps. & A.M.Powell: Sie kommt nur in den mexikanischen Bundesstaaten Durango sowie Coahuila vor.
- Eucnide floribunda S.Watson: Sie kommt nur in den mexikanischen Bundesstaaten Durango sowie Coahuila vor.[3]
- Eucnide grandiflora (Groenl.) Rose: Sie kommt im südlichen Mexiko und in Guatemala vor.[2]
- Eucnide hirta (G.Don) H.J.Thomps. & W.R.Ernst: Sie kommt von Mexiko bis Guatemala vor.[3]
- Eucnide hypomalaca Standl.: Sie kommt nur in den mexikanischen Bundesstaaten Sonora sowie Chihuahua vor.
- Eucnide lobata A.Gray: Sie kommt in Texas und in Mexiko vor.[1]
- Eucnide rupestris (Baill.) H.J.Thomps. & W.R.Ernst: Sie kommt in den US-Bundesstaaten Arizona sowie Kalifornien und in den mexikanischen Bundesstaaten Baja California, Sinaloa sowie Sonora vor.[1]
- Eucnide tenella (I.M.Johnst.) H.J.Thomps. & W.R.Ernst: Sie kommt in Baja California vor.[3]
- Eucnide urens Parry: Sie kommt in den US-Bundesstaaten Arizona, Utah, Nevada, Kalifornien und im nördlichen Mexiko vor.[2]
- Eucnide xylinea C.H.Mull.: Sie kommt nur in den mexikanischen Bundesstaaten Coahuila sowie Nuevo León vor.

## Nachweise
- Maximilian Weigend: Loasaceae. In: Klaus Kubitzki (Hrsg.): The Families and Genera of Vascular Plants. Volume 6: Flowering Plants, Dicotyledons: Celastrales, Oxalidales, Rosales, Cornales, Ericales. Springer, Berlin / Heidelberg / New York 2004, ISBN 3-540-06512-1, S. 248 (englisch, eingeschränkte Vorschau in der Google-Buchsuche).
- Maximilian Weigend: Familial and generic classification. online, Zugriff am 1. August 2008